# Phalocallis coelestis
Phalocallis coelestis là một loài thực vật có hoa trong họ Diên vĩ. Loài này được (Lehm.) Ravenna miêu tả khoa học đầu tiên năm 1977.